# Orphé Mbina
Orphé Mbina, né le 2 novembre 2000 à Libreville (Gabon), est un footballeur international gabonais jouant au poste d'avant-centre.

## Biographie

### En club
Né à Libreville, Orphé Mbina grandit dans la capitale gabonaise. Il découvre la France lors d'un stage à l’Olympique de Marseille à l'âge de douze ans. Encouragé par son père à devenir footballeur, il s'engage alors au sein d'une section sport-étude de Manosque. Il part ensuite au Balma SC à seize ans et vit chez sa tante. Après un passage à l'US Colomiers, il rejoint les réserves de l'AS Béziers puis du Grenoble Foot 38 avec lequel il dispute cinq minutes d'un match de Ligue 2 en octobre 2020. 
Après une saison compliquée à l'AS Beauvais Oise, il s'engage au FC Chamalières où il termine meilleur buteur de National 2. Son entraîneur Kévin Pradier le décrit alors comme « un joueur très complet, très rapide, capable de décrocher, de prendre la profondeur et de servir de point d’appui tout en ayant un bon jeu de tête ». En 2023, ses performances lui valent d'être remarqué par le Nîmes Olympique qui évolue en National et où il signe pour trois saisons en tant que professionnel.

### En équipe nationale
En septembre 2023, il connaît sa première sélection en équipe du Gabon contre la Mauritanie lors d'une rencontre comptant pour les éliminatoires de la Coupe d'Afrique des nations de football 2023. Rentré en jeu lors de la seconde période, il ne peut empêcher la défaite de son équipe qui ne parvient ainsi pas à se qualifier pour la CAN.

## Statistiques
| Saison                | Club                  | Championnat           | Championnat | Championnat | Coupe(s) nationale(s) | Coupe(s) nationale(s) | Gabon | Gabon | Total | Total |
| Saison                | Club                  | Division              | M.          | B.          | M.                    | B.                    | M.    | B.    | M.    | B.    |
| 2023-2024             | Nîmes Olympique       | National              | 30          | 8           | 4                     | 4                     | 1     | 0     | 35    | 12    |
| Total sur la carrière | Total sur la carrière | Total sur la carrière | 30          | 8           | 4                     | 4                     | 1     | 0     | 35    | 12    |